# Microrregión de São João del-Rei
La microrregión de São João del-Rei era una de las microrregiones en que estaba dividido el Estado brasileño de Minas Gerais.
En 2017, el IBGE extinguió las mesorregiones y microrregiones, creando un nuevo marco regional brasileño con nuevas divisiones geográficas denominadas, respectivamente, regiones geográficas intermedias e inmediatas.
Su población fue estimada en 2006 por el IBGE en 181.376 habitantes y estaba dividida en quince municipios. Tenía un área total de 5.772,17 km².

## Municipios
- Conceição da Barra de Minas
- Coronel Xavier Chaves
- Dores de Campos
- Lagoa Dourada
- Madre de Deus de Minas
- Nazareno
- Piedade do Rio Grande
- Prados
- Resende Costa
- Ritápolis
- Santa Cruz de Minas
- Santana do Garambéu
- São João del-Rei
- São Tiago
- Tiradentes